# Un petec de hârtie
Un petec de hârtie este un film românesc din 1963 regizat de Titus Mesaros.